# Трагедия семьи Набатовых
«Трагедия семьи Набатовых» — художественный фильм Российской империи, снятый в 1915 году на Ярославской кинофабрике Григория Либкена режиссёром Сигизмундом Веселовским (ук.) по сценарию Юрия Тарича. Первая сценарная работа основоположника белорусского художественного кинематографа Юрия Тарича.
Драма в 5 частях. Фильм считается утраченным.

## Сюжет
Фильм посвящён переживаниям главного героя, впавшего под влиянием сильных потрясений, в столь глубокий летаргический сон, что врач был введен в заблуждение и констатировал его смерть. Несчастного уложили в гроб и, после совершения над ним чина погребения поместили в фамильный склеп, который потом заперли, а через некоторое время мнимый покойник очнулся...

## В ролях
- Николай Римский — главная роль
- Амо Бек-Назаров — помещик Викулов

## Прокат
Фильм демонстрировался в кинотеатрах Российской империи и Советской России:
- По объявлению московской газеты «Столичная молва» (выпуск от 24 (11) января 1916 г.), 9-11 января 1916 года состоялись показы в электрическом театре «Кино-Арс»[1].
- Газета «Алтайский луч» (№ 27 (104) от 7 февраля 1919 г.) объявила о показе фильма в Барнауле с 5 февраля ежедневно, по будням.